# Medina (Tennessee)
Medina – miasto w Stanach Zjednoczonych, w stanie Tennessee, w hrabstwie Gibson.